# Pierre-Emmanuel Dalcin
Pierre-Emmanuel Dalcin (* 15. Februar 1977 in Saint-Jean-de-Maurienne) ist ein ehemaliger französischer Skirennläufer. Er gehörte von 1997 bis 2010 der französischen Skinationalmannschaft an und war auf die schnellen Disziplinen Abfahrt und Super-G spezialisiert. Der zweifache französische Meister bestritt von 1998 bis zu einer Verletzung Ende 2009 145 Weltcuprennen, fuhr neunmal unter die besten zehn und gewann eine Abfahrt. Bei Weltmeisterschaften und Olympischen Winterspielen fuhr er fünfmal unter die schnellsten 15.

## Biografie
Nach Starts bei FIS-Rennen kam Dalcin im Dezember 1995 erstmals im Europacup zum Einsatz. Einen ersten internationalen Erfolg feierte er bei den Juniorenweltmeisterschaften 1996 im schweizerischen Hoch-Ybrig mit dem Gewinn der Bronzemedaille im Super-G. 
Im Januar 1998 gab der Franzose in Kitzbühel sein Debüt im Skiweltcup. Die ersten Weltcuppunkte holte er am 27. November 1999 in der Abfahrt von Vail. Zwei Jahre später, am 7. Dezember 2001, erreichte er im Super-G von Val-d’Isère Rang sechs und fuhr damit erstmals unter die besten zehn. Seine erste Weltmeisterschaftsteilnahme in St. Anton 2001 beendete  er mit dem neunten Platz im Super-G und Rang 15 in der Abfahrt, jeweils als bester Franzose. Die Saison 2001/02 war insgesamt seine erfolgreichste im Super-G, zu Saisonende belegte er den 13. Rang in der Disziplinenwertung. Bei den Olympischen Spielen 2002 in Salt Lake City kam er in der Abfahrt auf Platz elf; ein Jahr später wurde er bei den Weltmeisterschaften 2003 in St. Moritz 15. in der Abfahrt. 
Der erste Podestplatz im Weltcup gelang Dalcin am 1. Februar 2004 in Garmisch-Partenkirchen. Im Super-G belegte er den zweiten Platz, was sein mit Abstand bestes Saisonergebnis darstellte, lediglich ein weiteres Mal kam er unter die besten zwanzig. Auch in der Saison 2004/05 konnte er nur einmal die Top 20 erreichen und kam bei den Weltmeisterschaften 2005 in Bormio nicht über Rang 31 in der Abfahrt und Rang 32 im Super-G hinaus. In der Saison 2005/06 erreichte er in der Abfahrt von Bormio wieder ein Top-10-Ergebnis und belegte bei den Olympischen Spielen 2006 in Turin Platz elf in der Abfahrt.
Seinen einzigen Weltcupsieg feierte Pierre-Emmanuel Dalcin in der Abfahrt von Val-d’Isère am 20. Januar 2007. Mit zwei weiteren Platzierungen unter den besten zehn erreichte er 2006/07 in der Abfahrtsweltcupwertung mit Rang 13 sein bestes Ergebnis. In der Weltmeisterschaftsabfahrt von Åre belegte er Platz 19, den Super-G konnte er nicht beenden. In den Saisonen 2007/08 und 2008/09 fuhr Dalcin nur noch selten unter die besten zwanzig. Bei den Weltmeisterschaften 2009 in Val-d’Isère wurde er 18. in der Abfahrt und 22. im Super-G.
Am 4. Dezember 2009 kam Dalcin im Abfahrtstraining auf der Birds of Prey-Piste in Beaver Creek schwer zu Sturz. Er erlitt Bänderrisse in beiden Knien, eine Gehirnerschütterung, einen Bruch der Speiche im rechten Arm sowie Verletzungen an der Schulter und im Gesicht. Im Oktober 2010 gab er seinen Rücktritt vom Skirennsport bekannt.

## Erfolge

### Olympische Spiele
- Salt Lake City 2002: 11. Abfahrt
- Turin 2006: 11. Abfahrt

### Weltmeisterschaften
- St. Anton 2001: 9. Super-G, 15. Abfahrt
- St. Moritz 2003: 15. Abfahrt
- Bormio 2005: 31. Abfahrt, 32. Super-G
- Åre 2007: 19. Abfahrt
- Val-d’Isère 2009: 18. Abfahrt, 22. Super-G

### Weltcup
- Insgesamt neun Top-10-Platzierungen
- 2 Podestplätze, davon 1 Sieg:

| Datum           | Ort         | Land       | Disziplin |
| --------------- | ----------- | ---------- | --------- |
| 20. Januar 2007 | Val-d’Isère | Frankreich | Abfahrt   |

### Europacup
- 1 Podestplatz und vier weitere Top-10-Platzierungen

### Juniorenweltmeisterschaften
- Hoch-Ybrig 1996: 3. Super-G, 11. Abfahrt, 23. Riesenslalom

### Weitere Erfolge
- Zweifacher Französischer Meister (Abfahrt 2000, Super-G 2006)
- 3 Siege im South American Cup
- 14 Siege in FIS-Rennen (ab 1994/95)